# Discografia de David Murray

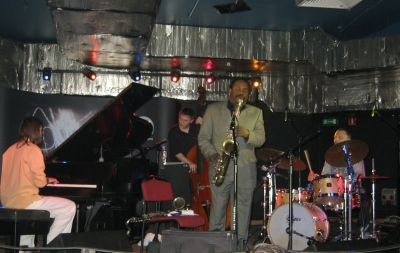
David Murray ao vivo em Varsóvia, Polônia, em abril de 2003.

David Murray participou de centenas de álbuns como saxofonista ou clarinetista.

## Solo
- Conceptual Saxophone (Cadillac, 1978)
- Sur-real Saxophone (Horo, 1978)
- Organic Saxophone (Palm, 1978)
- Solo Live (Cecma, 1980)

## Duo
- Solomons Sons (Circle, 1976) com James Newton
- Sketches of Tokyo (DIW, 1985) com John Hicks
- In Our Style (DIW, 1986) com Jack DeJohnette
- The Healers (Black Saint, 1987) com Randy Weston
- Golden Sea (Sound Aspects, 1989) com Kahil El'Zabar
- Daybreak (Gazell, 1989) com Dave Burrell
- In Concert (Victo, 1991) com Dave Burrell
- Real Deal (DIW, 1991) com Milford Graves
- Ugly Beauty (Evidence, 1993) com Donal Fox
- Windward Passages (Black Saint, 1993) com Dave Burrell
- Blue Monk (Enja, 1995) com Aki Takase
- Valencia (Sound Hills, 1997) com Aki Takase
- We Is: Live at the Bop Shop (Delmark, 2000) com Kahil El'Zabar
- Silence (Justin Time, 2001) com Mal Waldron

## Trio
- Low Class Conspiracy (Adelphi, 1976)
- Live at Peace Church (Danola, 1976)
- 3D Family (Hat Hut, 1978)
- Sweet Lovely (Black Saint, 1980)
- The Hill (Black Saint, 1986)
- Acoustic Octfunk (Sound Hills, 1993)

## Quarteto
- Flowers for Albert (India Navigation, 1976, reedição expandida como Flowers for Albert: The Complete Concert em 1997)
- Live at the Lower Manhattan Ocean Club (India Navigation, 1978)
- Let the Music Take You (Marge Records, 1978)
- Last of the Hipmen (Red, 1978)
- Interboogieology (Black Saint, 1978)
- Morning Song (Black Saint, 1983)
- I Want to Talk About You (Black Saint, 1986).
- Recording N.Y.C. 1986 (DIW, 1986)
- The People's Choice (Cecma, 1987)
- Ballads (DIW, 1988)
- Deep River (DIW, 1988)
- Spirituals (DIW, 1988)
- Ming's Samba (Portrait/CBS, 1988)
- Lovers (DIW, 1988)
- Tenors (DIW, 1988)
- Lucky Four (Tutu, 1988)
- Special Quartet (DIW/Columbia, 1990)
- Shakill's Warrior (DIW/Columbia, 1991)
- Fast Life (DIW/Columbia, 1991)
- Ballads for Bass Clarinet (DIW, 1991)
- A Sanctuary Within (Black Saint, 1991)
- Body and Soul (Black Saint, 1993)
- Jazzosaurus Rex (Red Baron Records, 1993)
- Saxmen (Red Baron/Sony, 1993)
- For Aunt Louise (DIW, 1993)
- Love and Sorrow (DIW, 1993)
- Shakill's II (DIW, 1993)
- Flowers Around Cleveland (Bleu Regard, 1995)
- Long Goodbye: A Tribute to Don Pullen (DIW, 1996)
- Seasons (Pow Wow, 1999)
- Like a Kiss That Never Ends (Justin Time, 2001)
- Sacred Ground (Justin Time, 2007)
- Live in Berlin (Jazzwerkstatt, 2008)

## Quinteto
- Penthouse Jazz (Circle, 1977, uma faixa expandida como parte de Flowers for Albert: The Complete Concert on India Navigation, 1997)
- Holy Siege on Intrigue (Circle, 1977, uma faixa expandida como parte de Flowers for Albert: The Complete Concert on India Navigation, 1997)
- The London Concert (Cadillac, 1978)
- Children (Black Saint, 1984)
- Remembrances (DIW, 1990)
- David Murray/James Newton Quintet (DIW, 1991)
- Black & Black (Red Baron, 1991)
- Death of a Sideman (DIW, 1991)
- MX (Red Baron/Sony, 1992)
- David Murray Quintet (DIW, 1994)

## Octeto
- Ming (Black Saint, 1980)
- Home (Black Saint, 1981)
- Murray's Steps (Black Saint, 1982)
- New Life (Black Saint, 1985)
- Hope Scope (Black Saint, 1987)
- Picasso (DIW, 1992)
- Dark Star: The Music of the Grateful Dead (Astor Place, 1996)
- Octet Plays Trane (Justin Time, 1999)

## Big Band
- Live at Sweet Basil Volume 1 (Black Saint, 1984)
- Live at Sweet Basil Volume 2 (Black Saint, 1984)
- David Murray Big Band (DIW/Columbia, 1991)
- South of the Border (DIW, 1993)
- Now Is Another Time (Justin Time, 2003)

## Variados
- The Jazzpar Prize (Enja, 1991) com Pierre Dørge's New Jungle Orchestra
- The Tip (DIW, 1994)
- Jug-A-Lug (DIW, 1994)
- Fo Deuk Revue (Justin Time, 1996)
- Creole (Justin Time, 1997)
- Speaking in Tongues (Justin Time, 1997)
- Yonn-Dé (Justin Time, 2001)
- Gwotet (Justin Time, 2003)

## Com aWorld Saxophone Quartet
| Title                                     |  | Year |  | Label            |
| ----------------------------------------- |  | ---- |  | ---------------- |
| Point of No Return                        |  | 1977 |  | Moers Music      |
| Steppin' with the World Saxophone Quartet |  | 1979 |  | Black Saint      |
| W.S.Q.                                    |  | 1981 |  | Black Saint      |
| Revue                                     |  | 1982 |  | Black Saint      |
| Live in Zurich                            |  | 1984 |  | Black Saint      |
| Live at Brooklyn Academy of Music         |  | 1986 |  | Black Saint      |
| Plays Duke Ellington                      |  | 1986 |  | Nonesuch         |
| Dances and Ballads                        |  | 1987 |  | Nonesuch         |
| Rhythm and Blues                          |  | 1989 |  | Elektra/Musician |
| Metamorphosis                             |  | 1991 |  | Nonesuch         |
| Moving Right Along                        |  | 1993 |  | Black Saint      |
| Breath of Life                            |  | 1994 |  | Nonesuch         |
| Four Now                                  |  | 1996 |  | Justin Time      |
| Takin' It 2 the Next Level                |  | 1996 |  | Justin Time      |
| Selim Sivad: A Tribute to Miles Davis     |  | 1998 |  | Justin Time      |
| Requiem for Julius                        |  | 2000 |  | Justin Time      |
| 25th Anniversary: The New Chapter         |  | 2001 |  | Justin Time      |
| Steppenwolf                               |  | 2002 |  | Justin Time      |
| Experience                                |  | 2004 |  | Justin Time      |
| Political Blues                           |  | 2006 |  | Justin Time      |
| Yes We Can                                |  | 2010 |  | Jazzwerkstatt    |

## Álbums destacados
com James Blood Ulmer
- 1980: Are You Glad to Be in America? (Rough Trade/Artists House)
- 1980: Music Revelation Ensemble - No Wave (Moers Music)
- 1981: Free Lancing (CBS)
- 1988: Music Revelation Ensemble (DIW)
- 1990: Music Revelation Ensemble - Elec. Jazz (DIW)
- 1991: Music Revelation Ensemble - After Dark (DIW)

com outros
- 1975: Ted Daniel - In the Beginning (Altura Music)
- 1976: Michael Gregory Jackson - Clarity (Bija)
- 1979: Sunny Murray - Live at Moers Festival (Moers Music)
- 1980: Amiri Baraka - New Music New Poetry (India Navigation)
- 1980: Jack DeJohnette- Special Edition (ECM)
- 1981: Billy Bang -  Outline No. 12 (OAO)
- 1984: Conjure (Kip Hanrahan) - Music for the Texts of Ishmael Reed (American Clavé)
- 1984: Kip Hanrahan - Vertical's Currency (American Clavé)
- 1984: Jack DeJohnette- Album Album (ECM)
- 1984: Clarinet Summit - In Concert at the Public Theatre (India Navigation)
- 1987: Clarinet Summit - Southern Bells (Black Saint)
- 1987: McCoy Tyner - Blues for Coltrane (Impulse!)
- 1987: Kip Hanrahan - Days and Nights of Blue Luck Inverted (American Clavé)
- 1988: Conjure (Kip Hanrahan) - Cab Calloway Stands in for the Moon (American Clavé)
- 1989: Cold Sweat (Craig Harris) - Cold Sweat Plays J.B. (JMT)
- 1989: Ralph Peterson - Presents the Fo'tet (Blue Note)
- 1990: Bobby Battle Quartet with David Murray - The Offering (Mapleshade)
- 1990: The Bob Thiele Collective - Sunrise Sunset (Red Baron)
- 1991: Teresa Brewer - Softly I Sing (Red Baron)
- 1991: McCoy Tyner - 44th Street Suite (Red Baron)
- 1994: D.D. Jackson - Peace Song (Justin Time)
- 1995: African Love Supreme - Ode to the Living Tree (Venus)
- 1995: Steve Coleman and Five Elements: Curves of Life (Live at the Hot Brass)(Novus/BMG) com Murray em duas faixas
- 1995: Jim Nolet - With You (KFW)
- 1995: Kansas City Soundtrack (Verve)
- 1995: Ozay - Antiquated Love (Sagen)
- 1996: Jon Jang Sextet - Two Flowers on a Stem (Soul Note)
- 1996: D. D. Jackson - Paired Down (Jusin Time)
- 2004: Balogh Kálmán (Fonó) Banda de cimbalom cigana húngara com Murray
- 2004: James Carter - ""Live at Baker's Keyboard Lounge" (Warner Bros.)